# RS (registracijska oznaka)
RS (od Republika Srpska (srp.)), neslužbena međunarodna registracijska oznaka za cestovna vozila, koju od 1992. godine koristi Republika Srpska (Bosna i Hercegovina). Oznaka se upotrebljava u cestovnom prometu i mora biti nalijepljena na cestovnom vozilu prilikom ulaska u druge države. 
Dana 8. studenog 1968. godine u Beču je potvrđen "Međudržavni zakon o razvrstavanju prepoznatljivih oznaka", koji se naknadno dopunjavao nastankom novih država. 